# Accidentul aviatic de lângă Chișinău din 1970
În seara de sâmbătă, 8 august 1970, în apropierea aeroportului din Chișinău, a avut loc aterizarea de urgență a avionului An–10 al filialei din Liov a companiei Aeroflot, care opera zborul intern regulat SU-888 pe ruta Vinița–Simferopol, după ce la doar 12 minute de la decolare, motorul nr. 4 a luat foc.
Echipajul a decis să facă o aterizare de urgență într-un lan de porumb, însă, în timpul aterizării avionul s-a prăbușit într-o râpă și a fost distrus. Din cele 114 persoane aflate la bord: 107 pasageri și 7 membri ai echipajului - 1 persoană a decedat, 113 au supraviețuit, dintre care 23 au fost răniți.

## Echipaj
În total, la bordul aeronavei erau 7 persoane membri ai echipajului:
- Comandantul aeronavei: Serghei Denisov;
- Al doilea pilot: Ivan Miroșnicenko;
- Navigator: Nikolai Iakovenko;
- Mecanic de zbor: Iuri Moiseceinikov;
- Operator de zbor: Valeri Guskov;

Însoțitori de bord:
- Liudmila Simonenko;
- Vladimir Koreagin.